# Johan Gaellman
Johan Patrik Gaellman född 22 april 1970, är en svensk tecknare, grafiker, skulptör och dockteaterartist.
Gaellman studerade Nya Domen konstskola i Göteborg 1995-2000 och vid Duncan of Jordanstone college of art i Dundee 2000-2003. Separat har han bland annat ställt ut på Wanselius i Göteborg 1999, Folkbiblioteket i Årjäng 2006 samt på The Basement i Västerås 2007 och deltagit i samlingsutställningar på bland annat Borealis i Stenungsund 1998, Collins gallery i Glasgow, 2004, Höstsalongen på Värmlands museum 2006, Höstsalongen på Rackstadmuseet 2007, Norderstedt Tyskland 2008, Silkeborg Danmark 2009 samt Kristinehamns konstmuseum 2009.
Han har tilldelats Otto och Charlotte Mannerheim fond 1999, George Duncan of Drumfork Scholarship 2002, Alan Woods Memorial Prize 2003, BUF fonden 2003 och Pingels ungdomsstipendium 2009.
Hans konst består av teckning, grafik och skulptur samt installationer.
Gaellman är representerad i Storfors kommuns samling, Västra Götalandsregionen samt University of Dundee i  Skottland. 
Tillsammans med sin syster Carina Gällman arbetar han även med dockteater, under namnet Fridas dockteater.